# Batalha de Messana
A Batalha de Messana, travada entre 265 e 264 a.C., foi o primeiro confronto militar entre a República Romana e Cartago e deu início à Primeira Guerra Púnica. Naquela época, depois de recentes sucessos no sul da Itália, a Sicília estava se tornando cada vez mais importante estrategicamente a Roma.

## Contexto
Em 288 a.C., os mamertinos, um grupo de mercenários campânios originalmente contratados por Agátocles de Siracusa ocuparam a cidade de Messana (moderna Messina), na ponta nordeste da Sicília, matando todos os homens e tomando as mulheres como suas esposas. Eles arrasaram a zona rural e passaram a enfrentar o expansionismo regional da cidade-estado independente de Siracusa. Hierão II, o tirano de Siracusa, derrotou os mamertinos perto de Milas, às margens do rio Longano. Depois da derrota, os mamertinos pediram ajuda para os romanos e para os cartagineses, mas estes agiram primeiro, ameaçando Hierão II a não atacar mais os mamertinos, que aceitaram uma guarnição cartaginesa em Messana. Seja pelo desconforto de ter uma guarnição cartaginesa em sua cidade ou pela lembrança da recente aliança entre romanos e cartagineses na guerra contra Pirro, os mamertinos, na esperança de conseguir uma proteção mais efetiva, pediram uma aliança formal aos romanos.
O historiador grego Políbio afirma que "mesmo depois de um longo debate, o Senado [Romano] não aprovou a proposta de enviar ajuda a Messana; eles assumiram a posição de que qualquer vantagem que resultasse da libertação da cidade seria contrabalançada pela inconsistência da ação em si. Porém, o povo, que havia sofrido duramente nas guerras que haviam acabado de encerrar e precisava muito de reabilitação de todo tipo, estava inclinado a ouvir os cônsules. Estes homens, além de reforçarem as vantagens nacionais que já mencionei que Roma poderia assegurar se interviesse, também falaram dos grandes ganhos que poderiam claramente ser auferidos a cada cidadão individualmente na forma de espólios de guerra, e, por isso, uma resolução pelo envio de ajuda foi aprovada. Quando este decreto foi aprovado pelo povo, um dos cônsules, Ápio Cláudio, foi nomeado para comandar a expedição com ordens de cruzar [o estreito de Messina] até Messana.". Depois disto, os mamertinos expulsaram a guarnição púnica para fora da cidade e convidaram os romanos. Os cartagineses crucificaram o comandante desta guarnição, Hanão, logo que ele chegou em Cartago pelo que foi considerado um ato de covardia e de falta de bom senso.

## Batalha
Os cartagineses não ficaram parados. Depois de executaram Hanão, colocaram sua frota perto de Cabo Peloro e seu exército em Sine (um lugar indeterminado, provavelmente na costa norte de Messana. Hierão II pensou que aliar-se aos cartagineses contra os mamertinos e romanos seria uma boa estratégia e firmou um tratado com os cartagineses e deixou a cidade para acampar ao sul de Messana na esperança de realizar um movimento de pinça.
Ápio Cláudio primeiro evitou entrar em combate e, com um movimento de teor diplomático, quase como que para se colocar acima da disputa e escondendo o interesse romano no estreito, tentou mediar entre mamertinos e as forças inimigas, mas sem sucesso. Ápio, para mostrar que Roma teve um papel ativo no resultado, posicionou suas legiões e atacou os siracusanos. A batalha, segundo Políbio, foi longa, mas os siracusanos cederam e retornaram para seu acampamento. Durante a noite, Hierão e suas forças retornaram a Siracusa. No dia seguinte, Ápio, sabendo da retirada, atacou os cartagineses ao raiar do dia. A vitória novamente foi romana e o inimigo foi obrigado a buscar ajuda nas cidades vizinhas. Ápio rapidamente juntou suas forças e marchou até Siracusa, dando início a um cerco.

## Resultados
Em Roma, quando se soube dos brilhantes resultados de Ápio, foi decidido enviar à Sicília ambos os cônsules, que na época eram Mânio Otacílio Crasso e Mânio Valério Máximo Corvino Messala, com suas quatro legiões: 16 000 soldados e 1 200 cavaleiros. O objetivo era provocar um discreto choque nos sicilianos, pois a maioria das cidades da região, se revoltando contra cartagineses e siracusanos, se juntou aos romanos. Herião II rapidamente percebeu que a perspectiva junto aos romanos era melhor que a que junto aos cartagineses e, por isso, enviou emissários aos romanos pedindo a paz. Os romanos aceitaram com alegria, especialmente por que o acordo com Siracusa resolvia a questão dos suprimentos na Sicília.
Segundo os termos do tratado, Siracusa tornar-se-ia um aliado pleno dos romanos, pagaria uma indenização relativamente leve de 100 talentos de prata a Roma e, provavelmente, mais importante, concordaria em suprir o exército romano na Sicília. Isto resolvia um grande problema dos romanos, que era manter um exército além mar provisionado enquanto se enfrentava um inimigo com uma marinha muito superior. Depois da derrota de Siracusa, diversas outras cidades menores dependentes de Cartago na Sicília trocaram de lado e passaram a apoiar os romanos.
Ratificado o acordo, Roma reduziu as tropas de ocupação a duas legiões, mas Cartago, sabendo que Siracusa era novamente sua inimiga e que Roma estaria dali para frente fortemente envolvida nos assuntos da ilha, recrutou diversos mercenários lígures, celtas e iberos para reforçar suas guarnições. A concentração era em Agrigento. Os cônsules romanos seguintes Lúcio Postúmio Megelo e Quinto Mamílio Vítulo, foram enviados para a Sicília à frente de quatro legiões justamente para enfrentá-los na Batalha de Agrigento.